# Aureo
Der Aureo, auch als Medizinal-Aureo bezeichnet, war eine italienische Masseneinheit (Gewicht) im Königreich Neapel und als Apotheker- und Medizinalmaß fand es auch Verwendung als Gold-, Silber- und Münzgewicht.
- 1 Aureo = 9 Oboli = 4 ½ Trappesi = 1 ½ Drachmen = 0,6683 Lot (Preußen = 16,667 Gramm) = 11,1386 Gramm